# Blanchard (Town, Wisconsin)
Die Town of Blanchard ist eine von 18 Towns im Lafayette County im US-amerikanischen Bundesstaat Wisconsin. Im Jahr 2010 hatte die Town of Blanchard 264 Einwohner.
Town hat in Wisconsin eine grundlegend andere Bedeutung, als im übrigen englischsprachigen Bereich. Vielmehr entspricht sie den in den anderen US-Bundesstaaten üblichen Townships, die nach dem County die nächstkleinere Verwaltungseinheit bilden.

## Geografie
Die Town of Blanchard liegt im Südwesten Wisconsins, rund 85 km östlich des Mississippi, der die Grenze zu Iowa bildet. Die Grenze zu Illinois befindet sich rund 40 km südlich. Der Osten der Town of Blanchard wird in Nord-Süd-Richtung vom Pecatonica River durchflossen, einem Nebenfluss des in den Mississippi mündenden Rock River. 
Am nordöstlichen Rand der Town of Blanchard liegt die selbstständige Gemeinde Blanchardville, die fast vollständig von der Town umgeben ist, ohne dieser anzugehören.
Die Koordinaten der geografischen Mitte der Town of Blanchard sind 42°47′36″ nördlicher Breite und 89°53′20″ westlicher Länge. Sie erstreckt sich über eine Fläche von 45,4 km². 
Die Town of Blanchard liegt im äußersten Nordosten des Lafayette County und grenzt an folgende Nachbartowns:
| Town of Waldwick (Iowa County) | Town of Moscow (Iowa County)                |                              |
| Town of Fayette                | Kompassrose, die auf Nachbargemeinden zeigt | Town of York (Green County)  |
|                                | Town of Argyle                              | Town of Adams (Green County) |

## Verkehr
Durch die Town of Blanchard verläuft in Nord-Süd-Richtung der Wisconsin State Highway 78. Daneben verlaufen noch die County Highways F, H und N durch die Town. Alle weiteren Straßen sind untergeordnete Landstraßen oder teils unbefestigte Fahrwege.
Die nächsten Flughäfen sind der Dubuque Regional Airport in Iowa (rund 110 km westsüdwestlich) und der Dane County Regional Airport in Wisconsins Hauptstadt Madison (rund 70 km nordöstlich).

## Bevölkerung
Nach der Volkszählung im Jahr 2010 lebten in der Town of Blanchard 264 Menschen in 98 Haushalten. Die Bevölkerungsdichte betrug 5,8 Einwohner pro Quadratkilometer. In den 98 Haushalten lebten statistisch je 2,69 Personen. 
Ethnisch betrachtet bestand die Bevölkerung mit einer Ausnahme nur aus Weißen. Unabhängig von der ethnischen Zugehörigkeit waren 1,5 Prozent der Bevölkerung spanischer oder lateinamerikanischer Abstammung. 
24,6 Prozent der Bevölkerung waren unter 18 Jahre alt, 64,0 Prozent waren zwischen 18 und 64 und 11,4 Prozent waren 65 Jahre oder älter. 50,0 Prozent der Bevölkerung war weiblich.
Das mittlere jährliche Einkommen eines Haushalts lag bei 39.643 USD. Das Pro-Kopf-Einkommen betrug 20.618 USD. 19,1 Prozent der Einwohner lebten unterhalb der Armutsgrenze.

## Ortschaften in der Town of Blanchard
Auf dem Gebiet der Town of Blanchard befinden sich neben Streubesiedlung keine weiteren Siedlungen.